# ボルドー・メトロポール
ボルドー・メトロポール（Bordeaux Métropole）は、フランスのメトロポール（都市共同体）の1つで、ボルドーおよび周囲のコミューンから構成される。
リール・メトロポールに次いで国内第2位の人口を持つメトロポールである。

## 概要
1968年1月1日、リール都市共同体、リヨン都市共同体、ストラスブール都市共同体と同時に創設された。創設当時の名称はボルドー・メトロポール（Bordeaux Métropole）であったが、のちにボルドー都市共同体（Communauté urbaine de Bordeaux）へ改称した。
2015年1月1日よりボルドー・メトロポール（Bordeaux Métropole）へ改称した。

## 構成するコミューン
| - アンバレス＝エ＝ラグラーヴ（fr:Ambarès-et-Lagrave） - アンベス（fr:Ambès） - アルティーグ＝プレ＝ボルドー（fr:Artigues-près-Bordeaux） - バッサン（fr:Bassens） - ベグル - ブランクフォール - ボルドー | - ブリアック（fr:Bouliac） - ブリュージュ（Bruges） - カルボン＝ブラン（fr:Carbon-Blanc） - スノン - エシーヌ（fr:Eysines） - フロワラック（fr:Floirac） - グラディニャン | - ル・ブスカ - ル・エラン（fr:Le Haillan） - ル・テラン＝メドック（fr:Le Taillan-Médoc） - ロルモン - マルティニャ＝シュル＝ジャル（fr:Martignas-sur-Jalle） - メリニャック - fr:Parempuyre | - ペサック - サントーバン＝ド＝メドック（fr:Saint-Aubin-de-Médoc） - サン＝ルイ＝ド＝モンフェラン（fr:Saint-Louis-de-Montferrand） - サン＝メダール＝アン＝ジャル - サン＝ヴァンサン＝ド＝ポール（fr:Saint-Vincent-de-Paul） - タランス - ヴィルナーヴ＝ドルノン |